# カリブ・愛のシンフォニー (サウンドトラック)
『オリジナル・サウンドトラック カリブ・愛のシンフォニー CARIBE, Sinfonia de Amor』（オリジナル・サウンドトラック カリブ あいのシンフォニー カリブ シンフォニア デ アモール）は、松田聖子主演の映画『カリブ・愛のシンフォニー』のサウンドトラック。1985年5月3日発売。発売元はCBS・ソニー。

## 解説
松田が神田正輝と結婚するきっかけとなった映画。
主題歌は松田のシングル「ボーイの季節」のB面「Caribbean Wind」。収録曲「いそしぎの島」はアルバム『Tinker Bell』収録曲。

## 収録曲
1. パンナム機内
2. Caribbean Wind
3. 展望レストラン
4. 牧場
5. 沢木省吾の部屋
6. ガリバルディ広場
7. カフェテラス
8. Caribbean Wind
9. 最首邸居間
10. カンクン
11. いそしぎの島
12. ツルム遺跡
13. 愛の音・鐘の音
14. メキシコ国際空港
15. Caribbean Wind

## 関連作品
- 松田聖子オリジナル・サウンドトラック集 1981〜1985